# Церопегия
Церопе́гия (лат. Ceropegia) — род цветковых растений, относящийся семейству Кутровые (Apocynaceae). В природе распространены в тропических регионах Африки и Азии. 

## Название
Родовое латинское название Ceropegia происходит от двух греческих слов: keros, что означает «воск» или «восковая свеча», и pegnynai, что означает «собираться» или «объединяться», возможно, из-за похожих на люстры соцветий некоторых видов. Также, вторая часть слова может происходить от греческого слова pege — «фонтан».

## Ботаническое описание
Прямостоячие или лазающие многолетние травянистые растения, как правило, с прозрачным соком, нередко с суккулентными стеблями или листьями. Иногда образуют веретеновидное корневище или клубень.
Цветки в пазушных зонтиковидных или кистевидных соцветиях, пятичленные, крупные. Чашечка при основании долей с желёзками. Венчик трубчатый, с двойной коронкой: внешние доли часто двулопастные, внутренние доли нитевидные до лопатчатых. Тычинки сросшиеся в трубку. Опыляются различными мухами.
Плоды — листовки линейной, цилиндрической или веретеновидной формы.

## Значение
Многие виды рода декоративны и выращиваются в качестве комнатных растений.

## Виды
По информации базы данных The Plant List, род включает 217 видов. Некоторые из них:
- Ceropegia africana R.Br., 1822 — Церопегия африканская
- Ceropegia ampliata E.Mey., 1838 — Церопегия расширенная
- Ceropegia bulbosa Roxb., 1795 — Церопегия луковичная, или церопегия бульбоносная
- Ceropegia dichotoma Haw., 1812 — Церопегия вильчатая
- Ceropegia elegans Wall., 1830 — Церопегия изящная
- Ceropegia fusca Bolle, 1861 — Церопегия бурая
- Ceropegia haygarthii Schltr., 1905 — Церопегия Хайгарта
- Ceropegia linearis E.Mey., 1838 — Церопегия копьевидная
- Ceropegia radicans Schltr., 1894 — Церопегия укореняющаяся
- Ceropegia sandersonii Decne. ex Hook.f., 1869 — Церопегия Сандерсона
- Ceropegia stapeliiformis Haw., 1827 — Церопегия стапелевидная
- Ceropegia woodii Schltr., 1894 — Церопегия Вуда